# 八一足球俱乐部
八一足球俱乐部，全稱中国人民解放军八一足球俱乐部，是已经不存在的中国足球俱乐部。其前身由中國人民解放軍體工大隊於1951年在北京成立及管理，是中國歷史最悠久的足球队之一。「八一」的意思是中國人民解放軍的成立日期8月1日，由於這种特殊的背景，故有「軍旅」的稱號。
自1951年参加全国性足球比赛以来，在全国甲级联赛、全运会、优胜者杯、足协杯等比赛中，先后夺取了7次冠军，8次亚军，6次第三名，战果辉煌。2003赛季，八一队用悲剧般的结尾为52年的历史画上了一个哀伤的句号——撤编、降级，从此中国足球界不再有八一，也不再有八一队员的军礼。

## 简介
八一足球队自1951年参加全国性足球比赛以来，在全国甲级联赛、全运会、优胜者杯、足协杯等比赛中，先后夺取了7次冠军，8次亚军，6次第三名，战果辉煌。在二、三线青少年队伍的培养、训练和建设上也硕果累累。数十年来八一足球队培养了许多著名的教练员和运动员，在国内外产生过巨大的影响，被誉为中国的“阿贾克斯”，为中国足球运动的发展作出了突出的贡献。作为中国人民解放军的足球队，一批批的优秀队员从军旗下走出来。
八一足球队在各个时期为国家队输送了一批优秀运动员，如哈增光、高筠时、陈复来、曾雪麟、徐根宝、李富胜、贾秀全、郝海东等。队内曾有江津、胡云峰为国家队队员，另外还有8名队员入选国家队和国青队。八一足球历经不断地新陈代谢，2000年被大连明辰振邦冠名，成为中国足坛最年轻的甲级队伍。
历史上的八一队一直驻扎在北京，进入职业化以后，他们先后转战西安、昆明、石家庄、新乡、柳州等地，大大地推动了不发达地区足球运动的发展，同时军旅中涌现出许多国脚，这其中不乏左右中国足球命运的人物，像郝海东。从国少到国青，从国奥到国家队，一批批的优秀队员从军旗下走出来。其中黄勇就是新一代球员的杰出代表，也是队中的国脚。2003年新任国足主帅阿里汉慧眼识珠将2002赛季一直表现神勇的门将李雷雷招入帐下，成为汉时代新国门。
八一曾为中国足球界的传统劲旅，但是足球职业化以及甲A联赛开始后，球队由于产权所属和军队的性质背景等原因，一直不能向完全的职业俱乐部转变，故始终没有固定的主场和训练基地，曾以太原、石家庄、西安、昆明、新乡、柳州、湘潭等地为主场。
虽然球队历史后期多次试图向脱离军队行政体制的职业化足球俱乐部过渡，但是始终无法获得成功，1998年更是初尝降级滋味，2000年9月重返甲A。最终，球队不单在联赛排在了2002、2003两年联赛综合积分的倒数第二，其它软硬件条件也完全不符合第一届中国足球协会超级联赛的参赛资格条件。2003年7月30日，八一体工大队进行编制调整，八一足球队和八一游泳队正式撤编，于是球队在2003年底从末代甲A联赛降级后宣布解散，球员全部转让，从此不复存在。
由于球队隶属于军队的特殊性，最初所有八一的成年球员都是现役军人，而且接受军队体制的管理，即使青少年队的球员其父母也往往是军人或者与军队有密切关系。著名前锋郝海东1997年离开俱乐部加盟大连万达，就放弃了自己的少校军衔。这一体制也直接决定了八一球员历年待遇都远低于其它职业俱乐部，很大程度上不得不根据中国军队的基础薪酬调整。而其它俱乐部的球员由于不是军人，也无法转会八一，限制了球队的人员流动性，造成了球队长期的问题，最终以解散退出职业足球而告终。八一队大部分主力球员纷纷转会至其他俱乐部，青年梯队则被上海申鑫队收购。

## 相关球队

### 解放军超能
解放军超能足球俱乐部是由广东超能集团与解放军八一体工大队合作组建，以八一队二、三线球员为主组成，实际上就是八一的青年队。当时超能俱乐部不仅拥有占地20万平方米的国际标准体育场馆设施，而且在北京、广西北海、广东惠州三地均拥有专业训练基地。
1998年八一超能开始在裴恩才的率领下参加全国足球乙级联赛，1999年夺取亚军，获得次年甲B参赛资格。但当时八一队同样身处甲B，所以同时出现两支属于八一体工队的甲级队不符合中国足协的有关规定，八一体工大队曾希望通过军内转让交给某军区负责。不过随后西安安馨园和长春亚泰两家冲甲未果的俱乐部先后希望能够与超能合作，成立企业性质的足球俱乐部，其中解放军青年队以球员、教练等条件入股，而另一方则以解决资金、场地、食宿等作为入股条件。最后超能与长春亚泰合作，新的俱乐部名为长春亚泰雄师队，顶替超能队参加2000年的甲B联赛。时任鲁能泰山领队的殷铁生为主教练，三名助理教练均出自八一队，原长春亚泰教练班子因冲B失败被解除合同。队员组成上，长春和八一的球员基本上各占一半。
2000年底，长春亚泰足球俱乐部出资1500万元，永久买断了超能的甲B参赛权，从此与八一不再有关。

### 南昌八一
南昌八一衡源足球俱乐部由于在2004年初收购了原八一俱乐部的青年队，而且主场迁移到南昌八一体育场，所以开始使用“八一”的名称，但是从传承关系来说已经不是传统意义上的八一队。而且球队实际上也是以原上海衡源为基础，球队参加联赛的名额来自于上海衡源，之后自行从乙级联赛打入甲级联赛，而并未获得2003年八一降级后留下的甲级联赛参赛资格。
2010年，解放军总政整顿使用“八一”字样的企业单位，南昌八一宣布从次年开始将不再使用八一的名称。

## 球隊曾用名稱
- 1951—1998年　Bayi FC 八一足球队
- 1999年　　　　Bayi Jinsui 八一金穗
- 2000—2002年　Bayi Zhenbang 八一振邦
- 2003年　　　　Bayi Xiangtan 八一湘潭

## 著名球員
- 朱广沪（1961—1972年）
- 李富胜（1975-1984年）
- 贾秀全（1976—1988年）
- 朱波（1974-1993年）
- 裴恩才（1983—1985年）
- 江洪（1980-1993年）
- 王涛（大）（？-1993年，1995年，2000-2002年）
- 栾义军（？-1993年，1995-1998年）
- 胡云峰（1985-2000年）
- 郝海东（1986—1996年）
- 江津（1987-1999年）
- 黄勇（1998-2003年）
- 李雷雷（1997—2003年）
- 姜坤（1997-2003年）

## 历代主场
- 山西省体育场（1994年[7][8][9]）
- 西安市人民体育场（1995年[10]）
- 昆明市体育场（1996年除第9轮外）
- 昆明拓东体育场（1996年第9轮）
- 石家庄裕彤体育场（1997－1998年[11]）
- 新乡市体育中心（1999年[12][13]）
- 柳州市体育中心（2000－2001年[14]）
- 湘潭市体育中心（2002－2003年[15][16]）